# Saison 2008-2009 des Brûleurs de Loups de Grenoble

‌
Autres saisons
Les Brûleurs de Loups de Grenoble disputent la saison 2008-2009 au sein de la Ligue Magnus, l'élite du hockey sur glace français.
La saison est historique pour le club qui remporte les quatre trophées nationaux : le match des Champions, la coupe de France, la coupe de la ligue et la coupe Magnus.

## Pré-saison

### Contexte
Les Brûleurs de Loups ont terminé la saison 2007-2008 sur un revers en demi-finale des séries éliminatoires contre les Diables Rouges de Briançon, abandonnant leur titre acquis en 2006-2007 au profit des Dragons de Rouen.
Les Brûleurs de Loups ont aussi perdu en quart de finale de la coupe de la Ligue.
Ils gagnent néanmoins la coupe de France.

### Transferts
- Départs
  - Brad Woods
  - Sacha Treille part en Suède tenter sa chance avec Färjestads BK (Elitserien)
  - Kevin Hecquefeuille part lui aussi en Suède à Nybro (Allsvenskan)
  - Jimmy Lindström
  - Mickaël Pérez retourne aux Diables Rouges de Briançon.
  - Martin Millerioux aux Ours de Villard-de-Lans.
  - Joann Montesinos
  - Tyler Scott
  - Jean-Francois Bonnard met fin à sa carrière professionnelle et s'engage avec le club d'Annecy
  - Mikael Pettersson prend sa retraite sportive.
  - Patrik Valčák
- Arrivées
  - Alexandre Rouleau et Mitja Sivic en provenance des Diables Rouges de Briançon
  - Calle Bergström, Anders Nilsson et Martin Jansson, trois suédois. Il est à noter que Nilsson et Jansson viennent tous les deux de Mora IK (club relégué en Allsvenskan) où ils évoluaient sur la même ligne.
  - le tchèque Luděk Krayzel

Pour compléter son effectif, le club grenoblois décide cette année de donner sa chance à plusieurs jeunes, comme Lucas Normandon ou Julien Baylacq.

## Composition de l'équipe
| Effectif 2008-2009 | Gardiens de but : 1 Eddy Ferhi, 39 Sébastien Raibon, 88 Lucas Normandon Défenseurs : 5 Baptiste Amar (C), 8 Calle Bergström, 15 Viktor Wallin, 22 Maxime Moisand, 32 Alexandre Rouleau, 44 Antonin Manavian, 87 Teddy Trabichet, 91 Jason Crossman Attaquants : 10 Damien Fleury, 11 Luděk Krayzel (en), 13 Julien Baylacq, 19 Luděk Brož (cs) (A), 20 Jan Hammar , 24 Mitja Sivic, 26 Johan Forsander, 28 Martin Máša (en), 43 Anders Nilsson (de), 73 Christophe Tartari (A), 74 Raphaël Papa, 77 Martin Jansson (de), 89 Matthieu Frécon, 90 Nicolas Arrossamena Entraîneur en chef : Mats Lusth (de). Entraîneur adjoint : Patrick Rolland. |

## Matchs de pré-Saison
Les Brûleurs de Loups jouent leur premier match amical chez leur voisin, les Ours de Villard-de-Lans, match qu'ils gagnent 7-1.
Fin août, les BDL partent pour un stage d'une semaine au Danemark. Après avoir joué contre Esbjerg fB Ishockey, une équipe locale de AL-Bank ligaen (élite danoise), ils participent au tournoi de Herning qui les verra rencontrer Växjö (Allsvenskan), Herning et Aalborg (AL-Bank ligaen). Avec deux victoires, un nul et une défaite contre ces équipes de gros calibre, le bilan est très satisfaisant.

## Trophée des champions

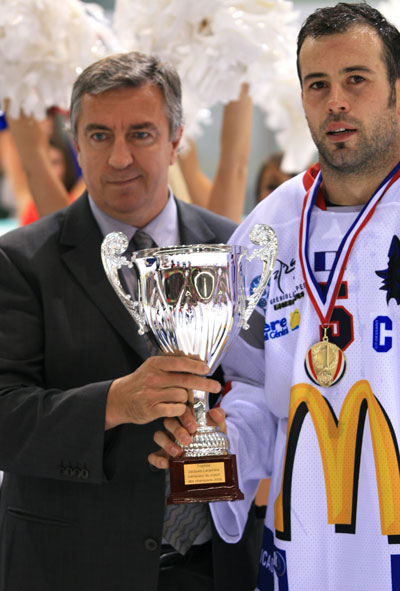

Les Brûleurs de Loups ayant remporté la Coupe de France, ils sont opposés aux vainqueurs de la Ligue Magnus, les Dragons de Rouen dans un match qui détermine le gagnant du trophée des champions.
Le 6 septembre 2008 à Pôle Sud (Grenoble), les Brûleurs de loups s'imposent 3 buts à 1. Grenoble devient ainsi le premier club français à inscrire son nom au palmarès des 4 trophées fédéraux (Ligue Magnus, Coupe de France, Coupe de la Ligue, Trophée des champions).
| 6 septembre 2008 | Brûleurs de loups de Grenoble | 3-1 (1-1, 0-0, 2-0) | Dragons de Rouen | Patinoire Pôle Sud Grenoble 2 800 spectateurs |

| Feuille de match | Feuille de match | Feuille de match | Feuille de match                         | Feuille de match |
| ---------------- | --- | ---------------- | ---------------------------------------- | ---------------- |
|                  | J. Forsander (D. Fleury) — 9 min 11 s - M. Máša (C. Bergström - L. Krayzel) — 49 min 56 s L. Brož (M. Máša) — 58 min 58 s | 1-0 1-1 2-1 3-1  | - 14 min 14 s — J. Romand (MA. Thinel) - |                  |
|                  | |                  |                                          |                  |
| 17 min           | Pénalités | 34 min           |                                          |                  |
|                  | |                  |                                          |                  |

## Coupe de la Ligue
La coupe de la ligue présente cette année une nouvelle formule. Au premier tour, les 16 équipes sont regroupées en 4 poules régionales.

Les Brûleurs de Loups sont placés dans la poule D, en compagnie des Rapaces de Gap, des Diables rouges de Briançon et des Ours de Villard-de-Lans.
| Équipe                        | PJ | V | N | D | BP | BC | Pts |
| ----------------------------- | -- | - | - | - | -- | -- | --- |
| Brûleurs de Loups de Grenoble | 6  | 6 | 0 | 0 | 26 | 7  | 12  |
| Diables Rouges de Briançon    | 6  | 4 | 0 | 2 | 24 | 6  | 9   |
| Ours de Villard-de-Lans       | 6  | 2 | 0 | 4 | 12 | 24 | 4   |
| Rapaces de Gap                | 6  | 0 | 0 | 6 | 4  | 29 | 0   |

Grenoble et Briançon se qualifient pour les phases finales de la Coupe.

### Séries éliminatoires

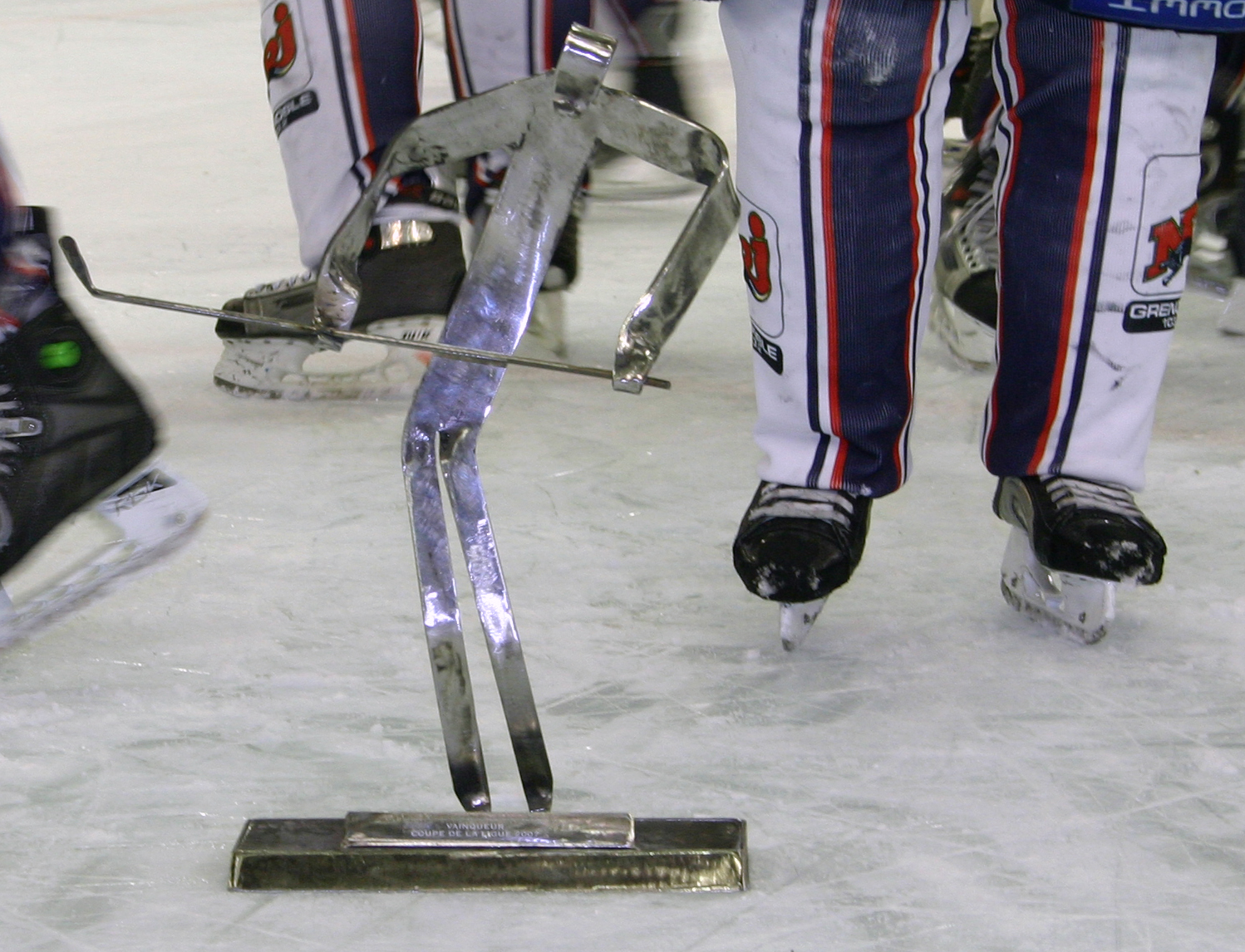

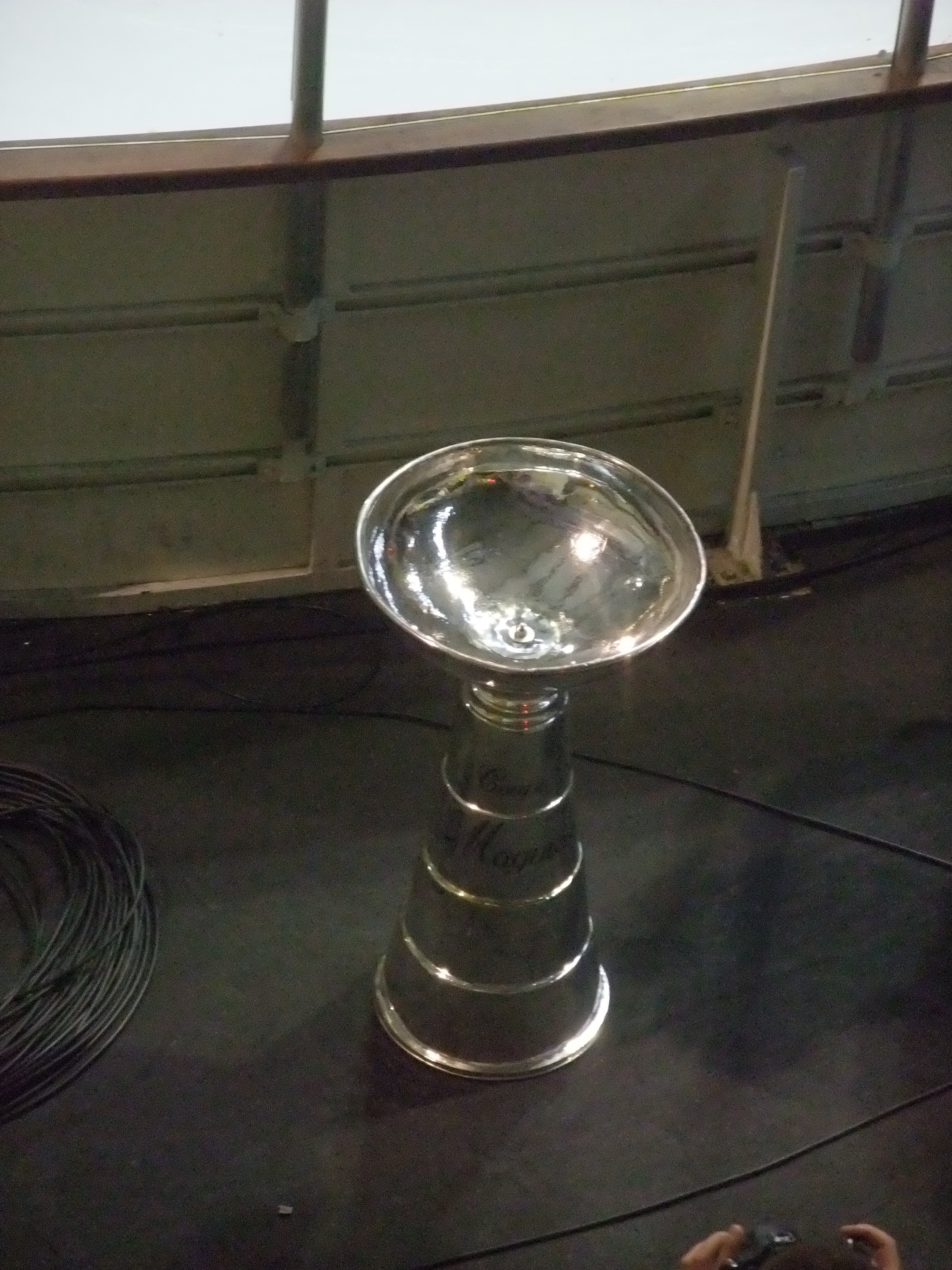

Le premier nombre représente le score cumulé sur l'ensemble des deux rencontres. Entre parenthèses, les scores des matchs aller puis retour sont mentionnés.
|  | Quarts de finale              | Quarts de finale              |                               |          | Demi-finales | Demi-finales |  |  | Finale | Finale |
|  | Quarts de finale              | Quarts de finale              |                               |          | Demi-finales | Demi-finales |  |  | Finale | Finale |
|  |                               |                               |                               |          |              |              |  |  |        |        |
|  |                               |                               |                               |          |              |              |  |  |        |        |
|  |                               |                               |                               |          |              |              |  |  |        |        |
|  | Dragons de Rouen              | 10 (3+7)                      |                               |          |              |              |  |  |        |        |
|  | Dragons de Rouen              | 10 (3+7)                      |                               |          |              |              |  |  |        |        |
|  | Dauphins d'Épinal             | 7 (5+2)                       |                               |          |              |              |  |  |        |        |
|  | Dauphins d'Épinal             | 7 (5+2)                       | Dragons de Rouen              | 4 (0+4)  |              |              |  |  |        |        |
|  |                               |                               | Dragons de Rouen              | 4 (0+4)  |              |              |  |  |        |        |
|  |                               | Diables Rouges de Briançon    | 7 (4+3)                       |          |              |              |  |  |        |        |
|  | Ducs de Dijon                 | Diables Rouges de Briançon    | 7 (4+3)                       | 3 (2+1)  |              |              |  |  |        |        |
|  | Ducs de Dijon                 |                               |                               | 3 (2+1)  |              |              |  |  |        |        |
|  | Diables Rouges de Briançon    | 11 (5+6)                      |                               |          |              |              |  |  |        |        |
|  | Diables Rouges de Briançon    | 11 (5+6)                      | Diables Rouges de Briançon    | 3 (a.p.) |              |              |  |  |        |        |
|  |                               |                               | Diables Rouges de Briançon    | 3 (a.p.) |              |              |  |  |        |        |
|  |                               | Brûleurs de Loups de Grenoble | 4 (a.p.)                      |          |              |              |  |  |        |        |
|  | Gothiques d'Amiens            | Brûleurs de Loups de Grenoble | 4 (a.p.)                      | 7 (2+5)  |              |              |  |  |        |        |
|  | Gothiques d'Amiens            |                               |                               | 7 (2+5)  |              |              |  |  |        |        |
|  | Ducs d'Angers                 | 8 (5+3)                       |                               |          |              |              |  |  |        |        |
|  | Ducs d'Angers                 | 8 (5+3)                       | Brûleurs de Loups de Grenoble | 9 (5+4)  |              |              |  |  |        |        |
|  |                               |                               | Brûleurs de Loups de Grenoble | 9 (5+4)  |              |              |  |  |        |        |
|  |                               | Ducs d'Angers                 | 4 (2+2)                       |          |              |              |  |  |        |        |
|  | Brûleurs de Loups de Grenoble | Ducs d'Angers                 | 4 (2+2)                       | 7 (3+4)  |              |              |  |  |        |        |
|  | Brûleurs de Loups de Grenoble |                               |                               | 7 (3+4)  |              |              |  |  |        |        |
|  | Pingouins de Morzine          | 3 (1+2)                       |                               |          |              |              |  |  |        |        |
|  | Pingouins de Morzine          | 3 (1+2)                       |                               |          |              |              |  |  |        |        |

| Date de la finale | Vainqueur                     | Score     | Finaliste                  | Lieu de la finale                | Spectateurs |
| ----------------- | ----------------------------- | --------- | -------------------------- | -------------------------------- | ----------- |
| 30 décembre 2008  | Brûleurs de Loups de Grenoble | 4 - 3 (P) | Diables rouges de Briançon | Patinoire de Méribel, Les Allues | 2 500       |

## Coupe de France

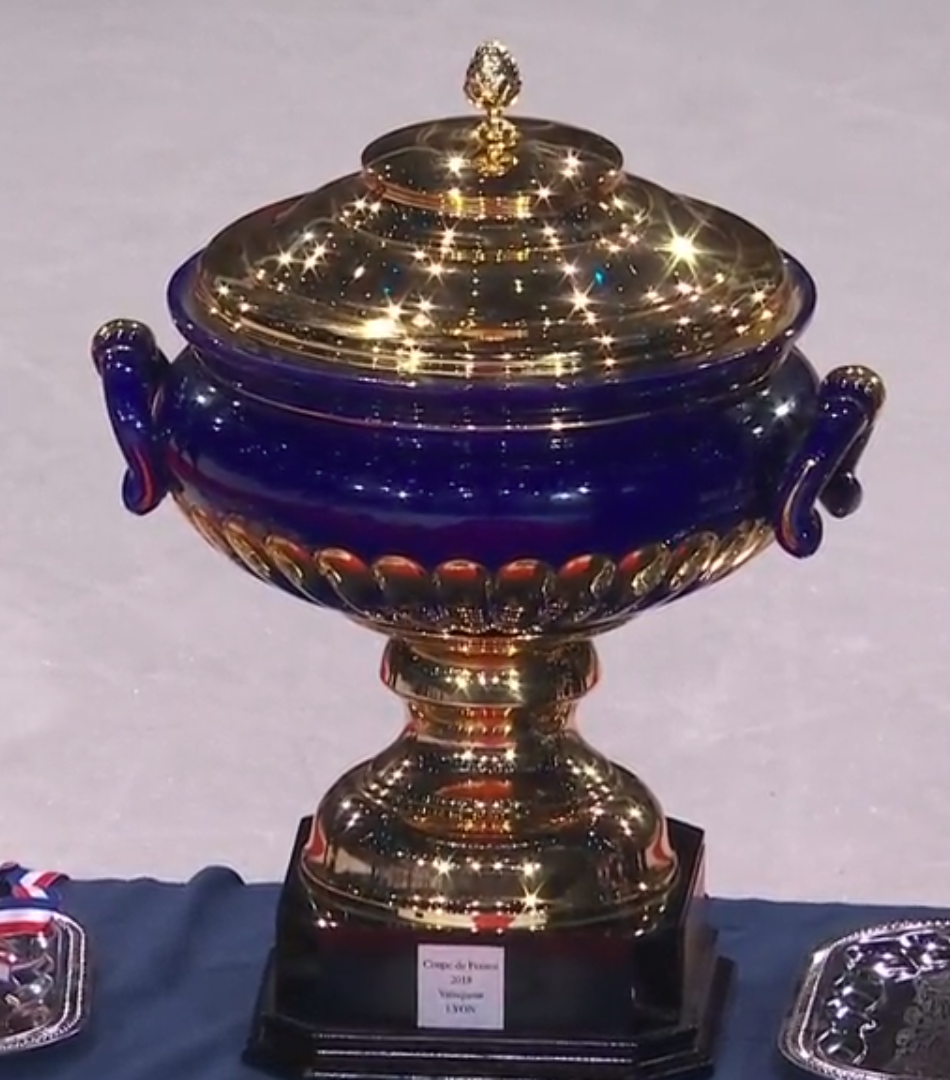

### Seizième de finale
21 octobre
- Brûleurs de Loups de Grenoble - Ours de Villard-de-Lans : 5-0 (2-0,1-0,2-0)

### Huitième de finale
18 novembre
- Chamois de Chamonix - Brûleurs de Loups de Grenoble : 1-3 (1-1,0-1,0-1)

### Quart de finale
23 décembre
- Brûleurs de Loups de Grenoble - Vipers de Montpellier : 14-3 (6-0; 2-3; 6-0)

### Demi-finale
20 janvier
- Brûleurs de Loups de Grenoble - Dragons de Rouen : 3-2 (0-1; 0-1; 3-0)

### Finale
| Date de la finale | Vainqueur                     | Score                 | Finaliste     | Lieu de la finale                       | Spectateurs |
| ----------------- | ----------------------------- | --------------------- | ------------- | --------------------------------------- | ----------- |
| 22 février 2009   | Brûleurs de Loups de Grenoble | 6 - 1 (1-1, 1-0, 4-0) | Ducs de Dijon | Palais omnisports de Paris-Bercy, Paris | 12 655      |

## Coupe Magnus
| Clt   | Équipe                        | PJ | V  | VP | D  | DP | BP  | BC  | Diff | Pts |
| ----- | ----------------------------- | -- | -- | -- | -- | -- | --- | --- | ---- | --- |
| +001, | Diables Rouges de Briançon    | 26 | 23 | 1  | 1  | 1  | 152 | 61  | 91   | 49  |
| +002, | Brûleurs de Loups de Grenoble | 26 | 19 | 3  | 3  | 1  | 125 | 68  | 57   | 45  |
| +003, | Dragons de Rouen              | 26 | 18 | 2  | 4  | 2  | 129 | 70  | 59   | 42  |
| +004, | Ducs d'Angers                 | 26 | 17 | 2  | 6  | 1  | 133 | 95  | 38   | 39  |
| +005, | Gothiques d'Amiens            | 26 | 14 | 3  | 8  | 1  | 135 | 88  | 47   | 35  |
| +006, | Dauphins d'Épinal             | 26 | 11 | 2  | 9  | 4  | 103 | 101 | 2    | 30  |
| +007, | Étoile noire de Strasbourg    | 26 | 9  | 3  | 11 | 3  | 87  | 94  | -7   | 26  |
| +008, | Pingouins de Morzine          | 26 | 10 | 1  | 12 | 3  | 92  | 100 | -8   | 25  |
| +009, | Ours de Villard-de-Lans       | 26 | 8  | 2  | 14 | 2  | 80  | 99  | -19  | 22  |
| +010, | Diables Noirs de Tours        | 26 | 8  | 1  | 13 | 4  | 87  | 114 | -27  | 22  |
| +011, | Chamois de Chamonix           | 26 | 4  | 4  | 17 | 1  | 83  | 141 | -58  | 17  |
| +012, | Ducs de Dijon                 | 26 | 5  | 0  | 17 | 4  | 79  | 125 | -46  | 14  |
| +013, | Avalanche Mont-Blanc          | 26 | 3  | 3  | 19 | 1  | 69  | 132 | -63  | 13  |
| +014, | Bisons de Neuilly-sur-Marne   | 26 | 5  | 1  | 20 | 0  | 85  | 151 | -66  | 12  |

- qualifié directement pour les quarts de finale
- barrage de qualification
- barrage de descente

### Séries éliminatoires

#### Tableau
|  | Tour préliminaire | Tour préliminaire       | Tour préliminaire             |                            |                            | Quarts de finale              | Quarts de finale | Quarts de finale              |   |  | Demi-finales | Demi-finales | Demi-finales               |   |  | Finale | Finale | Finale |
|  |                   |                         |                               |                            |                            |                               |                  |                               |   |  |              |              |                            |   |  |        |        |        |
|  | 8                 | Pingouins de Morzine    | 2                             |                            |                            |                               |                  |                               |   |  |              |              |                            |   |  |        |        |        |
|  | 9                 | Ours de Villard-de-Lans | 1                             |                            |                            |                               |                  |                               |   |  |              |              |                            |   |  |        |        |        |
|  | 9                 | Ours de Villard-de-Lans | 1                             |                            | 1                          | Diables Rouges de Briançon    | 3                |                               |   |  |              |              |                            |   |  |        |        |        |
|  |                   |                         |                               |                            | 1                          | Diables Rouges de Briançon    | 3                |                               |   |  |              |              |                            |   |  |        |        |        |
|  |                   |                         | 8                             | Pingouins de Morzine       | 0                          |                               |                  |                               |   |  |              |              |                            |   |  |        |        |        |
|  |                   |                         | 8                             | Pingouins de Morzine       | 0                          |                               |                  |                               |   |  |              |              |                            |   |  |        |        |        |
|  |                   |                         |                               |                            |                            |                               |                  |                               |   |  |              |              |                            |   |  |        |        |        |
|  |                   |                         |                               |                            |                            |                               |                  |                               |   |  |              |              |                            |   |  |        |        |        |
|  |                   |                         |                               |                            |                            |                               | 1                | Diables Rouges de Briançon    | 3 |  |              |              |                            |   |  |        |        |        |
|  |                   |                         |                               |                            |                            |                               |                  |                               | 3 |  |              |              |                            |   |  |        |        |        |
|  |                   | 4                       | Ducs d'Angers                 | 2                          |                            |                               |                  |                               |   |  |              |              |                            |   |  |        |        |        |
|  | 5                 | 4                       | Ducs d'Angers                 | 2                          | Gothiques d'Amiens         | 2                             |                  |                               |   |  |              |              |                            |   |  |        |        |        |
|  | 5                 |                         |                               |                            | Gothiques d'Amiens         | 2                             |                  |                               |   |  |              |              |                            |   |  |        |        |        |
|  | 12                | Ducs de Dijon           | 1                             |                            |                            |                               |                  |                               |   |  |              |              |                            |   |  |        |        |        |
|  | 12                | Ducs de Dijon           | 1                             |                            | 4                          | Ducs d'Angers                 | 3                |                               |   |  |              |              |                            |   |  |        |        |        |
|  |                   |                         |                               |                            | 4                          | Ducs d'Angers                 | 3                |                               |   |  |              |              |                            |   |  |        |        |        |
|  |                   |                         | 5                             | Gothiques d'Amiens         | 2                          |                               |                  |                               |   |  |              |              |                            |   |  |        |        |        |
|  |                   |                         | 5                             | Gothiques d'Amiens         | 2                          |                               |                  |                               |   |  |              |              |                            |   |  |        |        |        |
|  |                   |                         |                               |                            |                            |                               |                  |                               |   |  |              |              |                            |   |  |        |        |        |
|  |                   |                         |                               |                            |                            |                               |                  |                               |   |  |              |              |                            |   |  |        |        |        |
|  |                   |                         |                               |                            |                            |                               |                  |                               |   |  |              | 1            | Diables Rouges de Briançon | 1 |  |        |        |        |
|  |                   |                         |                               |                            |                            |                               |                  |                               |   |  |              |              |                            |   |  |        |        |        |
|  |                   | 2                       | Brûleurs de Loups de Grenoble | 3                          |                            |                               |                  |                               |   |  |              |              |                            |   |  |        |        |        |
|  | 7                 | 2                       | Brûleurs de Loups de Grenoble | 3                          | Étoile noire de Strasbourg | 2                             |                  |                               |   |  |              |              |                            |   |  |        |        |        |
|  | 7                 |                         |                               |                            | Étoile noire de Strasbourg | 2                             |                  |                               |   |  |              |              |                            |   |  |        |        |        |
|  | 10                | Diables Noirs de Tours  | 0                             |                            |                            |                               |                  |                               |   |  |              |              |                            |   |  |        |        |        |
|  | 10                | Diables Noirs de Tours  | 0                             |                            | 2                          | Brûleurs de Loups de Grenoble | 3                |                               |   |  |              |              |                            |   |  |        |        |        |
|  |                   |                         |                               |                            | 2                          | Brûleurs de Loups de Grenoble | 3                |                               |   |  |              |              |                            |   |  |        |        |        |
|  |                   |                         | 7                             | Étoile noire de Strasbourg | 1                          |                               |                  |                               |   |  |              |              |                            |   |  |        |        |        |
|  |                   |                         | 7                             | Étoile noire de Strasbourg | 1                          |                               |                  |                               |   |  |              |              |                            |   |  |        |        |        |
|  |                   |                         |                               |                            |                            |                               |                  |                               |   |  |              |              |                            |   |  |        |        |        |
|  |                   |                         |                               |                            |                            |                               |                  |                               |   |  |              |              |                            |   |  |        |        |        |
|  |                   |                         |                               |                            |                            |                               | 2                | Brûleurs de Loups de Grenoble | 3 |  |              |              |                            |   |  |        |        |        |
|  |                   |                         |                               |                            |                            |                               |                  |                               | 3 |  |              |              |                            |   |  |        |        |        |
|  |                   | 3                       | Dragons de Rouen              | 0                          |                            |                               |                  |                               |   |  |              |              |                            |   |  |        |        |        |
|  | 6                 | 3                       | Dragons de Rouen              | 0                          | Dauphins d'Épinal          | 2                             |                  |                               |   |  |              |              |                            |   |  |        |        |        |
|  | 6                 |                         |                               |                            | Dauphins d'Épinal          | 2                             |                  |                               |   |  |              |              |                            |   |  |        |        |        |
|  | 11                | Chamois de Chamonix     | 1                             |                            |                            |                               |                  |                               |   |  |              |              |                            |   |  |        |        |        |
|  | 11                | Chamois de Chamonix     | 1                             |                            | 3                          | Dragons de Rouen              | 3                |                               |   |  |              |              |                            |   |  |        |        |        |
|  |                   |                         |                               |                            | 3                          | Dragons de Rouen              | 3                |                               |   |  |              |              |                            |   |  |        |        |        |
|  |                   |                         | 6                             | Dauphins d'Épinal          | 0                          |                               |                  |                               |   |  |              |              |                            |   |  |        |        |        |
|  |                   |                         | 6                             | Dauphins d'Épinal          | 0                          |                               |                  |                               |   |  |              |              |                            |   |  |        |        |        |
|  |                   |                         |                               |                            |                            |                               |                  |                               |   |  |              |              |                            |   |  |        |        |        |

#### Finale
Diables Rouges de Briançon - Brûleurs de Loups de Grenoble
| 24 mars 2009 | Diables Rouges de Briançon | 5-2 (1-1, 0-0, 4-1) | Brûleurs de Loups de Grenoble | Patinoire René-Froger 2 165 spectateurs |

| Feuille de match | Feuille de match | Feuille de match | Feuille de match                                                           | Feuille de match |
| ---------------- | --- | ---------------- | -------------------------------------------------------------------------- | ---------------- |
|                  | 8 min 55 s, Ladányi (Vas, Dufour) (2 x SN) 41 min 51 s, Groleau (Raux, Pérez) (SN) 49 min 51 s, Ladányi (Vas) 57 min 45 s, Seikkula (Terglav, Dufour) (SN) 57 min 52 s, Groleau (Vas) cage vide |                  | 15 min 12 s, Bergstrom (Krayzel, Broz) (2 x SN) 54 min 10 s, Broz (2 x SN) |                  |
| Tommi Satosaari  | Gardiens | Eddy Ferhi       |                                                                            |                  |
| 18 min           | Pénalités | 18 min           |                                                                            |                  |
|                  | |                  |                                                                            |                  |

| 25 mars 2009 | Diables Rouges de Briançon | 0-3 (0-1, 0-1, 0-1) | Brûleurs de Loups de Grenoble | Patinoire René-Froger 2 168 spectateurs |

| Feuille de match | Feuille de match | Feuille de match | Feuille de match | Feuille de match |
| ---------------- | ---------------- | ---------------- | --- | ---------------- |
|                  |                  |                  | 4 min 26 s, Tartari (Bergström, Hammar) 25 min 43 s, Wallin (Krayzel, Forsander) (SN) 59 min 58 s, Forsander cage vide |                  |
| Tommi Satosaari  | Gardiens         | Eddy Ferhi       | |                  |
| 6 min            | Pénalités        | 12 min           | |                  |
|                  |                  |                  | |                  |

| 27 mars 2009 20 h 00 | Brûleurs de Loups de Grenoble | 3-1 (0-0, 1-1, 2-0) | Diables Rouges de Briançon | Patinoire Pôle Sud 3 500 spectateurs |

| Feuille de match | Feuille de match | Feuille de match | Feuille de match                             | Feuille de match |
| ---------------- | --- | ---------------- | -------------------------------------------- | ---------------- |
|                  | 23 min 22 s, Bergström (Broz, Krayzel) (2 x SN) 50 min 54 s, Bergström (Broz, Rouleau) (2 x SN) 59 min 57 s, Hammar (Amar) |                  | 30 min 04 s, Ladányi (Milovanovič, Vas) (SN) |                  |
| Eddy Ferhi       | Gardiens | Tommi Satosaari  |                                              |                  |
| 40 min           | Pénalités | 30 min           |                                              |                  |
|                  | |                  |                                              |                  |

| 28 mars 2009 20 h 00 | Brûleurs de Loups de Grenoble | 5-1 (1-0, 2-0, 2-1) | Diables Rouges de Briançon | Patinoire Pôle Sud 3 500 spectateurs |

| Feuille de match | Feuille de match | Feuille de match | Feuille de match                      | Feuille de match |
| ---------------- | --- | ---------------- | ------------------------------------- | ---------------- |
|                  | 13 min 16 s, Rouleau (Šivic, Fleury) 21 min 49 s, Wallin (Broz) (SN) 24 min 11 s, Wallin (Broz) SN 48 min 49 s, Wallin (Krayzel) (SN) 56 min 47 s, Fleury (Forsander, Nilsson) cage vide |                  | 49 min 09 s, Pérez (Roussin, Larsson) |                  |
| Eddy Ferhi       | Gardiens | Tommi Satosaari  |                                       |                  |
| 22 min           | Pénalités | 24 min           |                                       |                  |
|                  | |                  |                                       |                  |